# فيرناندو بيروتيو
فيرناندو بيروتيو (بالبرتغالية: Peyroteo‏) (10 مارس 1918 - 28 نوفمبر 1978) لاعب كرة قدم برتغالي سابق كان يلعب بموقع المهاجم. اشتهر بيروتيو بغزارته في تسجيل الأهداف وحمل عدة أرقام قياسية. يوجد بيروتيو على قائمة العشر الأوائل في اللاعبين الذين سجلوا أكثر من 400 هدفا مع الأندية الأوروبية  كما أنه في الرتبة 12 في ترتيب اللاعبين الذين سجلوا أكثر من 500 هدف خلال المباريات الرسمية فقط.